# Юлдашев, Тимур Дамирович
Тимур (Темур) Дамирович Юлдашев (укр. Темур Дамірович Юлдашев; 11 марта 1969, Луганск — 26 августа 2014, Саур-Могила) — украинский пауэрлифтер, мастер спорта международного класса; командир батальона патрульной службы милиции особого назначения «Темур» (добровольческого батальона) во время вооружённого конфликта на востоке Украины.

## Биография

### До конфликта
Родился 11 марта 1969 года в Луганске. Татарин по национальности. Проходил службу в советской и украинской армиях, до 1990 года служил в Южной группе советских войск в Венгрии. Вернулся в Луганск после вывода советских войск из Венгрии, до 2008 года служил в ВСУ (звание старшего прапорщика запаса). Занимался пауэрлифтингом, побеждал на национальных и международных соревнованиях. Чемпион мира, трёхкратный чемпион Европы (жим лёжа). Работал тренером по пауэрлифтингу в луганском фитнес-центре «Старт» и подготовил ряд луганских тяжелоатлетов.
Юлдашев также участвовал в общественной жизни Луганска и был членом местной правозащитной организации. Баллотировался в депутаты Верховной рады на парламентских выборах 26 октября 2012 года от Радикальной партии Олега Ляшко под номером 15 в партийном списке.

### Протесты на юго-востоке Украины
Юлдашев поддержал Евромайдан и выступил против участников пророссийских протестов на юго-востоке Украины. Весной 2014 года он возглавил Штаб народной самообороны Луганска, 10 марта Юлдашевым вместе с Олегом Ляшко в Луганске был арестован один из лидеров протестующих, руководитель организации «Молодая гвардия» Арсен Клинчаев. По поручению начальника ГУМВД Украины в Луганской области, генерал-лейтенанта милиции Владимира Гуславского Юлдашев собрал из местных добровольцев для образования батальона патрульной службы милиции особого назначения «Темур».
28 апреля 30 человек из батальона прибыли в Счастье (Луганская область) для проведения подготовки в учебном центре ГУМВД Украины в Луганской области, однако там группу около учебного центра заблокировали протестующие, затеяв драку. Личный состав при попытке уйти оказался заблокированным на автостанции. Весь состав протестующие разогнали, а самого Юлдашева избили и похитили. МВД Украины расценило случившееся как похищение человека, возбудив уголовное дело. Олег Ляшко обвинил Александра Турчинова в бездействии, которое привело к похищению Юлдашева. В течение 35 дней Юлдашев был лишён свободы передвижения и находился под стражей в бывшем здании СБУ Луганской области; в своём задержании он обвинял лично Владимира Гуславского.

### Война на Донбассе
Глава ЛНР Валерий Болотов на пресс-конференции 29 мая заявил, что Юлдашев готов перейти на сторону сепаратистов и что его отпустят в ближайшее время. На немедленном освобождении настаивали представители украинского отделения Всемирного альянса пауэрлифтинга во главе с Вадимом Коцагой, который отправил письмо Болотову. 2 июня Юлдашев был освобождён: по одним данным, он сбежал и выбрался тайно с неподконтрольной Украине территории, по другим — Болотов освободил Юлдашева в обмен на обещание немедленно покинуть Луганск. 14 июня он прибыл в Киев, где 20 июня провёл пресс-конференцию в «Maidan Press Center». В июне-июле 2014 года исполнял обязанности заместителя командира батальона по боевой подготовке добровольческого батальона «Шахтёрск». В конце июля отправился в Луцк для формирования нового пополнения добровольцами из уроженцев Западной Украины.
В конце августа Юлдашев находился на Саур-Могиле в группе специального назначения под командованием полковника Игоря Гордийчука. 26 августа 2014 года в результате атаки сепаратистов на группу был контужен Иван Журавлёв, снявший флаг ДНР с горсовета Славянска и поднявший флаг Украины, а также ранен Тимур Юлдашев. Раненых пытались эвакуировать на автомобиле, однако тот был окружён. Машина перевернулась, Юлдашев был расстрелян вместе с другими ранеными, а Журавлев попал в плен. По сообщениям активиста Родиона Шовкошитного, Юлдашев был убит снайпером. Гибель Юлдашева также подтвердил Олег Ляшко.
В марте 2015 года тело Тимура было найдено на Саур-Могиле и перезахоронено на Лукьяновском военном кладбище Киева.

## Личная жизнь
Был женат, воспитал пятерых детей.

## Награды
- Орден «Народный Герой Украины» (посмертно), приказ №1 от 4 августа 2015[23].
- Орден «За мужество» III степени (посмертно) (22 августа 2016) — за значительный личный вклад в государственное строительство, социально-экономическое, научно-техническое, культурно-образовательное развитие украинского государства, дело консолидации украинского общества, многолетнюю добросовестную работу[24].